# Пабна
Пабна (бенг. পাবনা) — город в Бангладеш, административный центр одноимённого округа.

## Географическое положение
Город расположен на берегу реки Падма.

## Демография
Население города по годам:
| 1991    | 2001    | 2010    |
| ------- | ------- | ------- |
| 137 577 | 159 977 | 182 610 |